# Powódź nad rzeką Hunter (1955)
Powódź nad rzeką Hunter – powódź, która wystąpiła w lutym 1955 roku nad rzeką Hunter w Nowej Południowej Walii. Była to jedna z najbardziej niszczycielskich klęsk naturalnych w historii Australii.
Powódź wystąpiła po obydwóch stronach Wielkich Gór Wododziałowych, a obszar zalany równy był powierzchni Anglii i Walii razem wziętych. Najgorsza sytuacja panowała w mieście Maitland, które znajduje się na nisko położonych terenach i zostało całkowicie zalane przez rozlewiska. W sumie 25 osób straciło życie w przeciągu jednego tygodnia powodzi. W Maitland 2180 domów zostało zalanych przez wodę.

## Tło
Gwałtowne opady deszczu wystąpiły ze względu na wpływ El Niño, które miały miejsce od października 1954 nad obszarem dorzecza rzeki Hunter, a 23 lutego 1955 wystąpiły niezwykle intensywne monsuny i cyklony, które rozwijały się nad południową częścią Queensland i przesuwały się dalej w kierunku południowym. Intensywne opady deszczu z północnego wschodu zatrzymały się nad obszarem dorzecza rzeki Hunter oraz nad części rzeki Darling, opady w przeciągu 24 godzin były najwyższe od czasu gdy w 1885 zaczęto ich pomiar. W okolicach Coonabarabran spadło 327 mm deszczu w ciągu jednego dnia, podczas gdy nad większą częścią rzeki Hunter spadło około 200 mm deszczu.

## Powódź
Ogromne ilość deszczów spadły na obszar rzeki Hunter oraz Darling wraz z jej dopływami (szczególnie: Castlereagh, Namoi i Macquarie) i doprowadziły do znacznego zwiększenia przepływ przez rzeki. Na rzece Namoi przepływ zwiększył się z 25 m³/s do 9000 m³/s w trakcie powodzi, a na rzece Macquarie przepływ osiągnął poziom 6100 m³/s.
W Maitland, rzeka Hunter osiągnęła poziom o prawie metr wyższy niż podczas rekordowej powodzi w sierpniu 1952, niektóre domy zostały zalane przez 5 metrową wodę z błotem. 15 tys. osób zostało ewakuowanych za pomocą łodzi i helikoptera, w dodatku 31 domów po powodzi nigdy nie zostało odbudowanych. W Dubbo 4 tys. mieszkańców zostało ewakuowanych, główna ulica była metr pod powierzchnią mulistej wody. Podobne zdarzenia miały miejsce na całej długością rzek Macquarie. W Gilgandra jedna trzecia budynków została całkowicie zniszczona.
W trakcie powodzi zginęło 25 osób. Szczuje się, że 2 tys. sztuk bydła oraz wiele tysięcy innych zwierząt gospodarczych utonęło. Uszkodzone zostały mosty, drogi, linie kolejowe oraz infrastruktura telefoniczna; ich naprawa zajęła wiele miesięcy. Straty w uprawach rolnych sięgały milionów dolarów.

## Przebieg
Poniżej przedstawiono opis sześciu dni w trakcie, których Maitland było niszczone przez powódź.
- 24 lutego: Opady występują w Dolinie Hunter. Loty z lotniska w Williamtown zostają odwołane. Pierwsze osoby giną w Singleton, 600 osób tymczasowo zamieszkuje na dworcu i w klasztorze. Ludzie mieszkający na nisko położonych terenach w Maitland, zostają poinformowani o ewakuacji, poziom wody w całej dolinie zaczyna się podnosić. W nocy miasto Muswellbrook znajduje się pod wodą.
- 25 lutego: 1100 osób zostaje uwięzionych na peronie w Singleton. Rzeka Hunter zaczyna wylewać na przedmieściach Maitland. Most Belmore Bridge zostaje zamknięty o godzinie 8:30, zaczyna się ewakuacja miasta. Burmistrz Maitland ostrzega przed zbliżającą się falą powodziową. W Oakhampton domy zostały zerwane z fundamentów. Przed zmrokiem woda na głównej ulicy osiągnęła wysokość 2 m. Pięciu mężczyzn umiera w mieście, a trzech na stacji kolejowej[1]. W nocy woda przechodzi przez miasto, 21 domów zostaje zalanych przez wodę, wiele ludzi zostaje w środku lub spędza noc na dachu. W nocy ofiarą powodzi staje się kobieta Elizabeth Dickson.
- 26 lutego: Ratownicy ratują setki osób w mieście, dochodzi do katastrofy helikoptera, który zahacza o linie wysokiego napięcia w Maitland. Raymond Terrace zostaje nawiedzone przez powódź, która rozszerza się na całą dolinę. Miasteczko Hexham (położone pomiędzy Maitland i Newcastle) zostaje całkowicie zalane przez wodę, wszyscy mieszkańcy zostali ewakuowani. Powódź prowadzi do powstania zakłóceń w Newcastle (m.in. w przemyśle), wiele przedmieść zostało ewakuowanych (szczególnie Birmingham Gardens).
- 27 lutego: Tysiące ludzi jest bezdomnych, powodzianie przebywają w obozie w Greta, poziom wody utrzymuje się na rekordowym poziomie.
- 28 lutego: Woda zaczyna opadać, pozostawiając po sobie warstwę mułu i gruzu. Zaczyna się porządkowanie skutków po powodzi. Wile ludzi przybywa do obozu w Greta.
- 29 lutego: Ostatnią ofiarą powodzi staje się Joseph Murray.